# Most Hongkong–Ču-chaj–Macao

Mapa spojení, mosty vyznačeny plnou čarou, tunel přerušovanou a umělé ostrovy šedivě.

Most Hongkong–Ču-chaj–Macao je 55 km dlouhé silniční pevné spojení zahrnující několik mostů, podmořský tunel a několik umělých ostrovů. Spojení spojuje Hongkong, Ču-chaj a Macao přes deltu Perlové řeky v jižní Číně. Spojení bylo slavnostně otevřeno 23. října 2018. 
Výstavba probíhala v letech 2009–2018 s náklady okolo 20 miliard dolarů. Cesta mezi městy se zkrátila ze 3 hodin na 30 minut. Původně mělo být spojení dokončeno v roce 2016, ale výstavbu zpomalilo zkoumání vlivu mostu na životní prostředí, korupce a náklady, převyšující původní rozpočet. Spojení usnadňuje dopravu v deltě řeky, kde se nachází 11 velkých měst s 68 miliony obyvatel. 

## Technický popis
Hlavní část spojení tvoří 22,9 km dlouhé přemostění zahrnující tři visuté mosty, když toto přemostění spojuje umělý ostrov u břehů Ču-chaje a umělý ostrov, na kterém začíná 6,7 km dlouhý podmořský tunel. Díky tunelu nebyla narušena frekventovaná lodní trasa. Tunel končí na dalším umělém ostrově na hranicích Hongkongu. Z tohoto ostrova vede 12 km dlouhá kombinace mostů a tunelu, označovaná jako Hong Kong Link Road, která jej spojuje s umělým ostrovem u Hongkongského letiště. Z umělého ostrova u břehů Ču-chaje pak vede 13,4 km dlouhá kombinace mostů a tunelu, označovaná jako Zhuhai Link Road, která jej spojuje se silničními sítěmi Ču-chaje a Macaa. 
Konstrukce mostu má odolat zemětřesení o síle 8 stupňů, nárazu nákladní lodě či tajfunu a bylo na ni spotřebováno přes 400 000 tun oceli.

## Fotogalerie

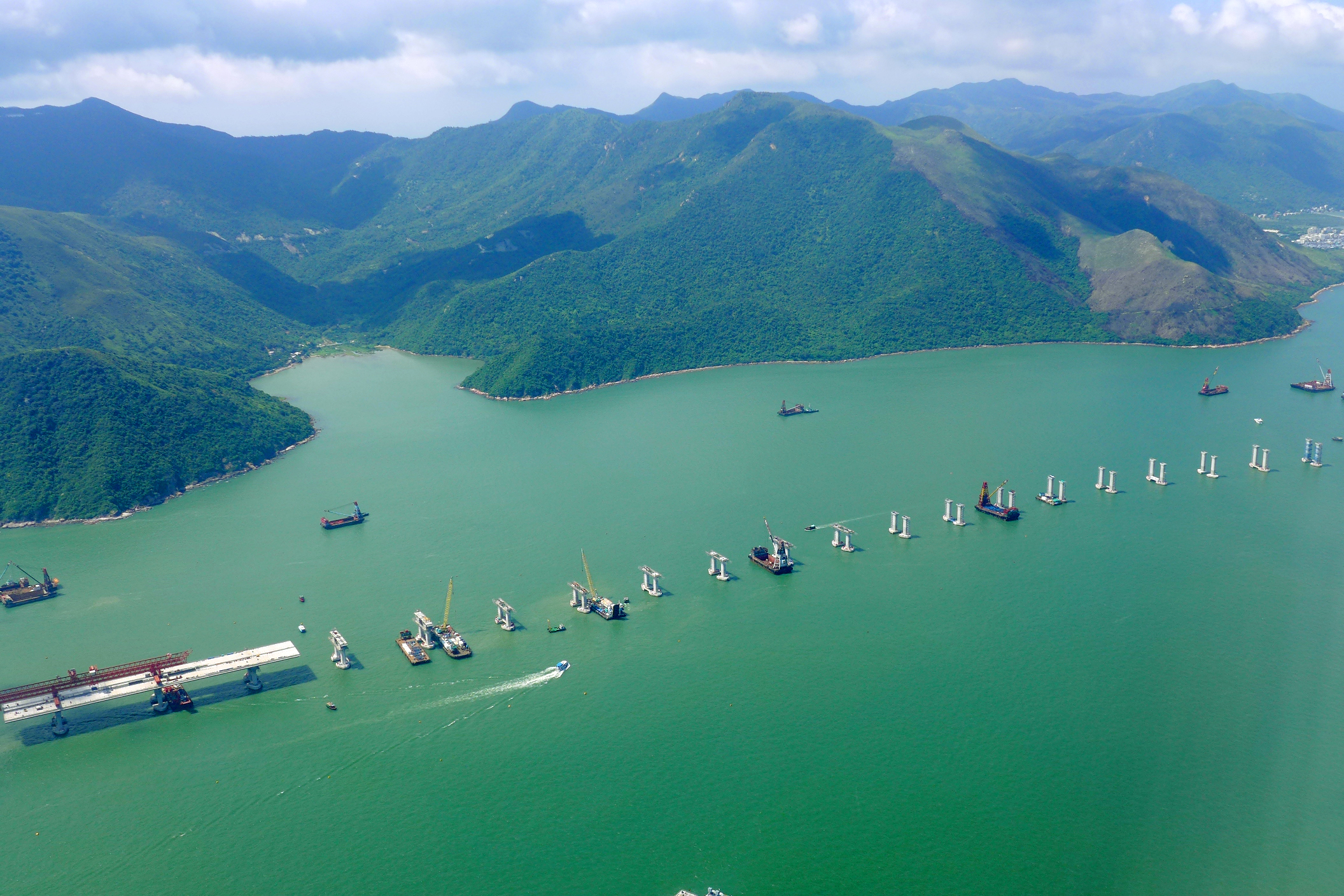
výstavba (rok 2015) v blízkosti ostrova Lantau
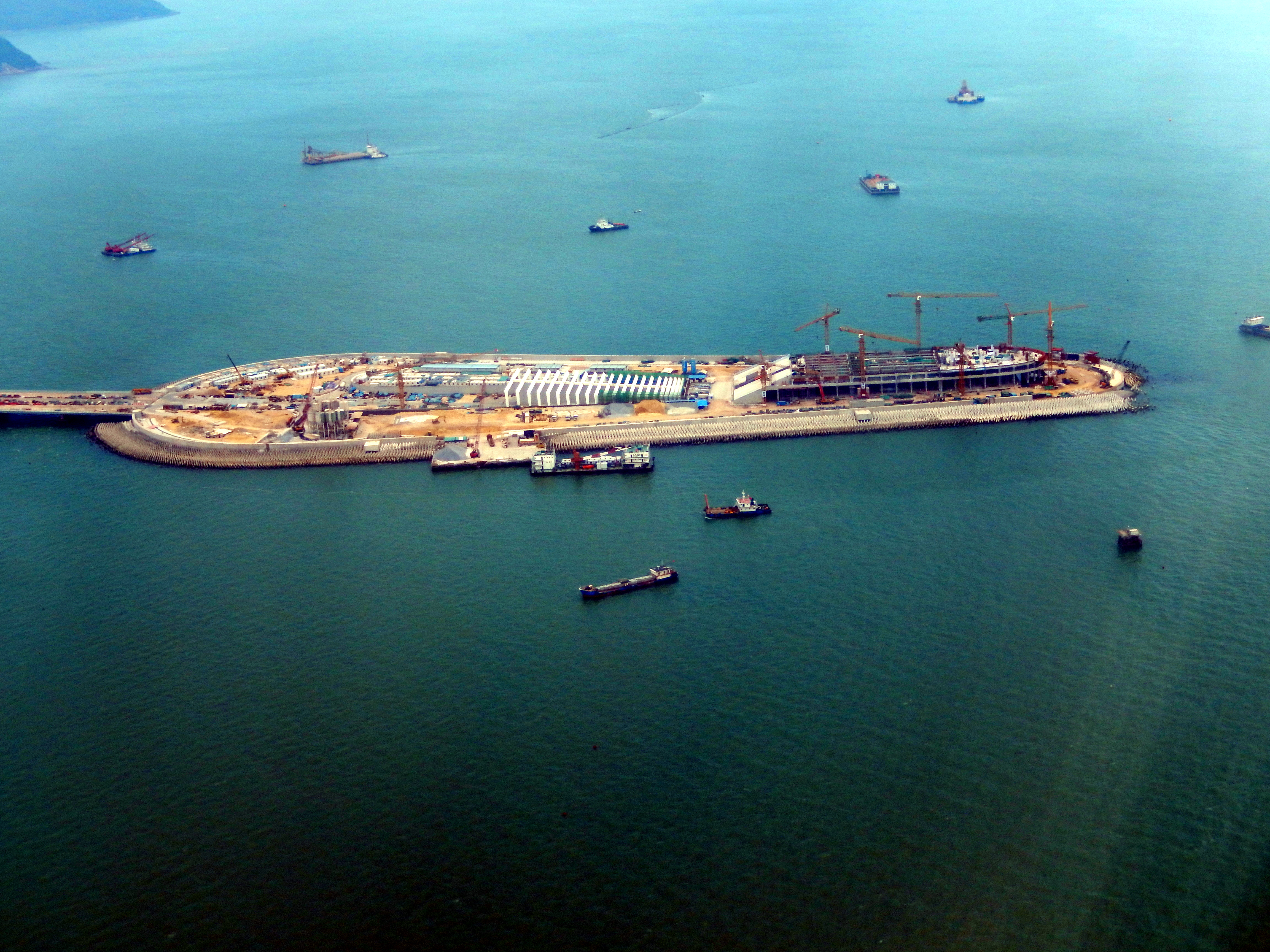
Východní umělý ostrov (přechod z mostu do tunelu), rok 2017
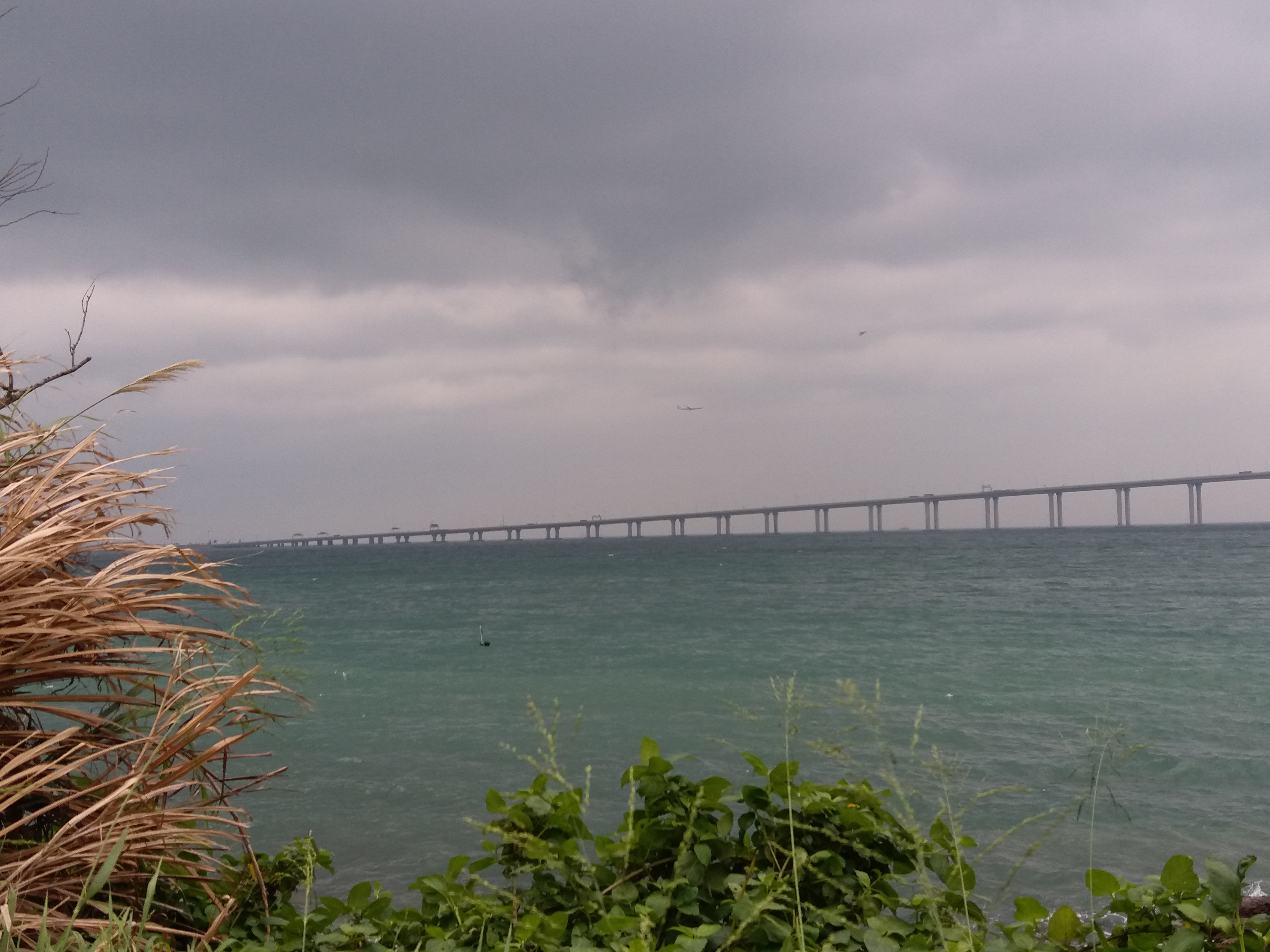
dokončený most